# 玉井智光
玉井 智光（たまい ともみつ、1966年11月12日 - 2012年3月11日）は、千葉県出身の元騎手・調教助手。

## 来歴
1985年3月に美浦・佐藤征助厩舎からデビューし、競馬学校騎手課程第1期生では柴田善臣・石橋守・須貝尚介・田島裕和・林満明・武藤善則・岩戸孝樹・上籠勝仁・谷口一明と同期となる。
1年目の1985年は同3日の中山第12競走5歳以上900万下・サニーミサ（16頭中15着）で初騎乗を果たし、4月21日の東京第6競走4歳未勝利・アサクサスケールで初勝利を挙げる。8月18日の函館では初の1日2勝を挙げるなど、初年度から2桁の11勝をマークし、3年目の1987年まで3年連続2桁勝利を記録した。
2年目の1986年には夏の北海道シリーズで札幌戦4勝・函館戦5勝の計9勝を挙げたほか、CBC賞ではアサクサエリートで関東馬最先着の3着に入り、自己最多の15勝をマークした。
1987年にはセイユウ記念・ワクセイで自身唯一の重賞勝利を挙げたが、同年の11勝が最後の2桁勝利となった。
1991年からはフリーとなり、同年には重賞未勝利ながらサラブレッドと好戦した実績を買われ、牝馬としては1977年のミサキシンボル以来14年ぶりとなるJRA賞最優秀アラブに選出されたアフェクトダンサーにデビューから騎乗し、2度のレコード勝ちを含む5連勝まで手綱を取った。
1995年2月5日の東京第12競走4歳以上900万下では12頭中12番人気のオリンピアドウムでアミサイクロンに勝利し、単勝13020円、枠連27010円、馬連68880円の波乱を起こした。
1996年1月14日の東京第9競走4歳以上500万下ではドクタースパートの妹ドクターエチュードで16頭中16番人気を覆して勝利し、単勝13860円、枠連23650円、馬連95050円の波乱を起こした。
1996年6月9日の東京第1競走4歳未勝利では14頭中11番人気のオグリキャップ産駒セイクデライトで逃げ切り、単勝14880円、馬連36190円の波乱を起こした。
1997年には4月2日の中山で同年初勝利を挙げると、翌3日の中山第1競走4歳未出走をコトノアサブキ産駒イルシオンで勝って自身唯一の2日連続勝利を挙げた。
1998年4月4日の中山第12競走4歳以上500万下では16頭中13番人気のシーガルシチーで勝利し、15番人気のワンマンリノーが2着に入って、馬連204470円の超万馬券となった 。前週の日経賞に次ぐ同年2番目、JRA史上6番目の高額配当であった。9月2日の朝には札幌で調教中に落馬し、左第4肋骨を骨折したほか、前胸部を打撲して5日間入院した。
2000年は古賀一隆厩舎所属となったが、1月23日の中山第3競走4歳新馬でスピードアフェアーに騎乗した際に最後の直線で前の馬に触れて落馬し、骨盤輪骨折で全治1ケ月の休養を余儀なくされ、復帰後も1993年以来7年ぶりの0勝に終わる。
2001年1月8日の中山第2競走3歳未勝利・タマビッグローズが最後の勝利で、1月30日の東京第2競走3歳未勝利・ヒサノビーイング（16頭中15着）が最後の騎乗となり、翌31日付で現役を引退した 。
引退後は古賀一厩舎の調教助手となったが、調教中の落馬で競馬界から離れ、2012年3月11日に死去した。45歳没。

## 騎手成績
| 通算成績 | 1着 | 2着 | 3着 | 4着以下 | 出走回数 | 勝率 | 連対率 |
| -------- | --- | --- | --- | ------- | -------- | ---- | ------ |
| 平地     | 66  | 58  | 92  | 972     | 1188     | .056 | .104   |

主な騎乗馬
- ワクセイ（1987年セイユウ記念）